# Вікове дерево клену гостролистого, 115 років
Вікове дерево клену гостролистого - 115 р — ботанічна пам'ятка природи місцевого значення. Об'єкт розташований на території Бердянського району Запорізької області, пікет 203 км.
Площа — 0,05 га, статус отриманий у 1979 році.